# Liste der Kulturdenkmale in Roitzsch (Wurzen)
Die Liste der Kulturdenkmale in Roitzsch (Wurzen) enthält die in der amtlichen Denkmalliste des Landesamtes für Denkmalpflege Sachsen ausgewiesenen Kulturdenkmale im Wurzener Ortsteil Roitzsch.

## Legende
- Bild: Bild des Kulturdenkmals, ggf. zusätzlich mit einem Link zu weiteren Fotos des Kulturdenkmals im Medienarchiv Wikimedia Commons. Wenn man auf das Kamerasymbol klickt, können Fotos zu Kulturdenkmalen aus dieser Liste hochgeladen werden:
- Bezeichnung: Denkmalgeschützte Objekte und ggf. Bauwerksname des Kulturdenkmals
- Lage: Straßenname und Hausnummer oder Flurstücknummer des Kulturdenkmals. Die Grundsortierung der Liste erfolgt nach dieser Adresse. Der Link (Karte) führt zu verschiedenen Kartendiensten mit der Position des Kulturdenkmals. Fehlt dieser Link, wurden die Koordinaten noch nicht eingetragen. Sind diese bekannt, können sie über ein Tool mit einer Kartenansicht einfach nachgetragen werden. In dieser Kartenansicht sind Kulturdenkmale ohne Koordinaten mit einem roten bzw. orangen Marker dargestellt und können durch Verschieben auf die richtige Position in der Karte mit Koordinaten versehen werden. Kulturdenkmale ohne Bild sind an einem blauen bzw. roten Marker erkennbar.
- Datierung: Baubeginn, Fertigstellung, Datum der Erstnennung oder grobe zeitliche Einordnung entsprechend des Eintrags in der sächsischen Denkmaldatenbank
- Beschreibung: Kurzcharakteristik des Kulturdenkmals entsprechend des Eintrags in der sächsischen Denkmaldatenbank, ggf. ergänzt durch die dort nur selten veröffentlichten Erfassungstexte oder zusätzliche Informationen
- ID: Vom Landesamt für Denkmalpflege Sachsen vergebene, das Kulturdenkmal eindeutig identifizierende Objekt-Nummer. Der Link führt zum PDF-Denkmaldokument des Landesamtes für Denkmalpflege Sachsen. Bei ehemaligen Kulturdenkmalen können die Objektnummern unbekannt sein und deshalb fehlen bzw. die Links von aus der Datenbank entfernten Objektnummern ins Leere führen. Ein ggf. vorhandenes Icon  führt zu den Angaben des Kulturdenkmals bei Wikidata.

## Roitzsch
| Bild           | Bezeichnung                                                                            | Lage                           | Datierung                  | Beschreibung | ID       |
| -------------- | -------------------------------------------------------------------------------------- | ------------------------------ | -------------------------- | --- | -------- |
|                | Kriegerdenkmal für die Gefallenen des Ersten Weltkrieges                               | Roitzscher Hauptstraße (Karte) | nach 1918 (Kriegerdenkmal) | ortsgeschichtlich von Bedeutung. | 09259796 |
|                | Doppelwohnhaus mit Einfriedung                                                         | Roitzscher Weg 40; 42 (Karte)  | nach 1900                  | baugeschichtlich von Bedeutung, im Reformstil der Zeit um 1910, Seitenrisalite, Zwerchhäuser mit Fachwerkdekor. Doppelwohnhaus, Zwerchhausgiebel zum Teil verbrettert, Seitenrisalite im Erdgeschoss erkerähnlich konvex hervortretend, Pfosten mit Rautenmotiv. Mansarddach mit Zwerchhäusern und Dachgaupen. | 09255747 |
| Weitere Bilder | Rittergut Roitzsch: Herrenhaus, Wirtschaftsgebäude sowie Einfriedung eines Rittergutes | Roitzscher Weg 103 (Karte)     | 1. Hälfte 19. Jh.          | klassizistisches Gutshaus mit schönem Portal, Wirtschaftsgebäude zum Teil mit Fachwerk-Obergeschoss, baugeschichtlich, ortsgeschichtlich und wirtschaftsgeschichtlich von Bedeutung. Gutshaus frei stehender Putzbau, Rechteckportal, Gesimsbedachung, mittlere Fassadenachse erhöht und durch Dreiecksgiebel abgeschlossen, von Pilastern gerahmt. Mansarddach mit Zwerchhäusern. Im Inneren originale Treppe und Stuckdecken unter feuersicheren Decken. Wohn-, Stall- und Speichergebäude frei stehend, zweigeschossiger Bau, Bruchsteinmauerwerk im Erdgeschoss, Obergeschoss Fachwerk, Korbbogenportal mit Schlussstein, zwei Segmentbogenportale mit Schlusssteinen, Rechteck- und Segmentbogenfenster zum Teil mit Schlussstein. Hohes Mansarddach mit Schopf und Speicheraufzug. Linker Gebäudeteil Anbau des 19. Jh. Stallgebäude mit Gesindestuben (letzteres im Erdgeschoss Naturstein, im Obergeschoss teils Fachwerk, teils massiv) und Einfriedung (Natursteinmauer). Anschrift Gutshaus möglicherweise: Körlitzer Straße 5 oder Am Gutshof 5 | 09255546 |